# Майкл Бёрнем
Майкл Бёрнем (англ. Michael Burnham) — персонаж из научно-фантастического телесериала «Звёздный путь: Дискавери» в исполнении американской актрисы Соникуа Мартин-Грин.

## Создание и развитие образа
Майкл Бёрнем — первая чернокожая женщина за всю историю франшизы «Звёздный путь», являющаяся ведущим персонажем, а также первый ведущий персонаж, который сначала (в первых трех из пяти сезонов сериала) не был капитаном звёздолёта (впрочем, Бёрнем — капитан ISS «Шэньчжоу» в зеркальной вселенной). Продюсер Брайан Фуллер задумывал этого персонажа под влиянием культового специалиста по связи Ухуры из сериала «Звёздный путь: Оригинальный сериал» в исполнении Нишель Николс; астронавта NASA, афроамериканки Мэй Джемисон; и первого афроамериканского ребёнка, посещавшего школу для белых в южных штатах США, Руби Бриджес. По сериалу она является приёмной сестрой Спока. Бёрнем стала сиротой после того, как её родителей убили клингоны; затем её удочерил посол Сарек. Решение связать её историю с семьёй Спока породило споры среди фанатов, насколько это укладывалось в сведения из предыдущих сериалов. Спор при подборе актрисы на роль чёрной женщины-героя породил дискуссию в интернете и обвинения в расизме. Развитие персонажа получило высокую оценку ведущих критиков ещё до дебюта в связи с тем, что чёрная женщина впервые в истории «Звёздного пути» стала главным героем, позже отзывы о игре Мартин-Грин были положительными.

## Биография
В начале сериала Бёрнем появляется в должности первого офицера звездолёта «Шэньчжоу» под командованием Филиппы Джорджиу (актриса Мишель Йео), затем устраивает мятеж, лишается звания и приговаривается к пожизненному заключению. Позже капитан звездолёта «Дискавери» Габриэль Лорка (актёр Джейсон Айзекс) принимает Бёрнем на должность научного специалиста. Лорке необходима Бёрнем как специалист в войне против Клингонов. Персонаж выполняет обязанности антрополога, помогающего в изучении новых культур в космическом пространстве.